# Groupe régionaliste breton
 (juin 2018).
- Si vous ne connaissez pas le sujet, laissez ce bandeau (vous pouvez alors contacter les auteurs).
- Si vous supprimez le contenu mis en cause (vous pouvez préalablement contacter les auteurs),

argumentez précisément cette suppression dans la page de discussion
(un manque de référence n'est pas un argument ; une recherche réelle de référence doit avoir été effectuée, être formellement documentée).
 (juillet 2018).
Si vous disposez d'ouvrages ou d'articles de référence ou si vous connaissez des sites web de qualité traitant du thème abordé ici, merci de compléter l'article en donnant les références utiles à sa vérifiabilité et en les liant à la section « Notes et références ».
Pour les articles homonymes, voir GRB.
Le Groupe régionaliste breton est un mouvement régionaliste breton créé en 1918 par Job de Roincé, Henri Prado et Morvan Marchal, et qui prend le nom d'Union de la jeunesse bretonne (en breton : Unvaniez Yaouankiz Vreiz) en mai 1920.

## Organe de presse
Breiz Atao, son organe de presse sort en janvier 1919. L'organisation est la suivante : Job Breiz, président, Korentin Kerlann, collaborateur, et Morvan Marchal, secrétaire. C'est un groupe de jeunes qui se différencie de l'Union régionaliste bretonne et de la Fédération régionaliste de Bretagne.

## Orientations politiques
Dans l'article 1 des statuts, on lit « Le Groupe Régionaliste Breton se propose de travailler activement au relèvement de la Patrie Bretonne... Il a pour but de veiller à la conservation de la langue, des costumes et des traditions bretonnes ; d'unir plus fortement la Haute et la Basse-Bretagne ; de développer les liens d'amitié entre tous les peuples celtes »[réf. nécessaire].

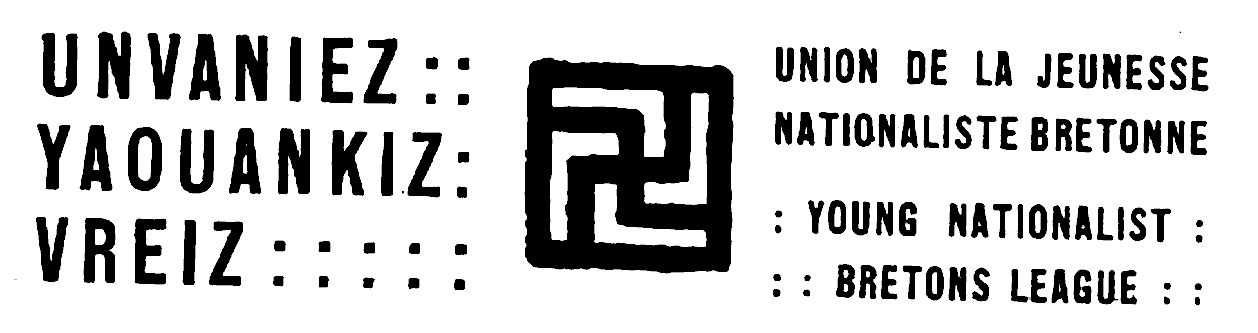
Le groupe utilise à partir de février 1925 le Hévoud comme symbole.

Pour Alain Déniel, la ligne du parti évolue beaucoup lors de son existence. Initialement « régionaliste étroit et conservateur », le groupe s'oriente selon lui vers un fédéralisme de droite, avant de s'ouvrir à d'autres lignes comme celles du nationalisme breton, du panceltisme, puis du fédéralisme international. La doctrine suivie par le parti est ainsi un « ensemble composite et n'a jamais été bien défini ».

## Organisation
François Debeauvais en 1920, puis Olier Mordrel en 1922 sont les présidents de l'Unvaniez Yaouankiz Vreiz. En 1928, cette organisation devient le Parti autonomiste breton.

## Membres notoires
- Théophile Lemonnier (1901-1986), dit Gourlann, artiste peintre, adhère en 1920[2]